# Coupe des clubs champions européens 1991-1992
Navigation
Édition précédente Édition suivante
La Coupe des clubs champions européens 1991-1992 a vu la victoire du FC Barcelone face à la Sampdoria de Gênes.
La compétition s'est terminée le 20 mai 1992 par la finale au stade de Wembley à Londres.
Un changement du format de la compétition a lieu lors de cette saison avec l'apparition d'une phase de groupes à la place des quarts de finale et demi-finales.
C'est la première fois que l'on assiste au sacre du FC Barcelone dans la plus prestigieuse des compétitions européennes.

## Format de la compétition
Le tournoi se déroule selon un format modifié par rapport aux précédentes éditions qui comportaient uniquement des rencontres à élimination directe jusqu'à la finale. Après deux premiers tours inchangés (seizièmes et huitièmes de finale), une phase de poules jouée en formule championnat par matchs aller-retour se tient à la place des quarts et demi-finales à élimination directe. Le premier de chacun des deux groupes de 4 équipes se qualifie pour la finale.

## Seizièmes de finale
| Équipe 1                 | Résultat | Équipe 2                | Aller | Retour  |
| ------------------------ | -------- | ----------------------- | ----- | ------- |
| FC Barcelone             | 3 - 1    | FC Hansa Rostock        | 3 - 0 | 0 - 1   |
| FC Kaiserslautern        | 3 - 1    | Etar Veliko Tarnovo     | 2 - 0 | 1 - 1   |
| Union Luxembourg         | 0 - 10   | Olympique de Marseille  | 0 - 5 | 0 - 5   |
| Sparta Prague            | 2 - 2E   | Rangers FC              | 1 - 0 | 1 - 2ap |
| Hamrun Spartans FC       | 0 - 10   | Benfica Lisbonne        | 0 - 6 | 0 - 4   |
| Arsenal FC               | 6 - 2    | FK Austria Vienne       | 6 - 1 | 0 - 1   |
| Brøndby IF               | 4 - 2    | Zagłębie Lubin          | 3 - 0 | 1 - 2   |
| HJK Helsinki             | 0 - 4    | Dynamo Kiev             | 0 - 1 | 0 - 3   |
| Fram Reykjavik           | 2 - 2E   | Panathinaïkos           | 2 - 2 | 0 - 0   |
| IFK Göteborg             | 1 - 1E   | KS Flamurtari Vlorë     | 0 - 0 | 1 - 1   |
| Beşiktaş                 | 2 - 3    | PSV Eindhoven           | 1 - 1 | 1 - 2   |
| RSC Anderlecht           | 4 - 1    | Grasshopper Club Zurich | 1 - 1 | 3 - 0   |
| Étoile rouge de Belgrade | 8 - 0    | Portadown FC            | 4 - 0 | 4 - 0   |
| Universitatea Craiova    | 2 - 3    | Apollon Limassol        | 2 - 0 | 0 - 3   |
| Budapest Honvéd          | 3 - 1    | Dundalk FC              | 1 - 1 | 2 - 0   |
| Sampdoria                | 7 - 1    | Rosenborg BK            | 5 - 0 | 2 - 1   |

## Huitièmes de finale
| Équipe 1                 | Résultat | Équipe 2          | Aller | Retour  |
| ------------------------ | -------- | ----------------- | ----- | ------- |
| FC Barcelone             | 3 - 3E   | FC Kaiserslautern | 2 - 0 | 1 - 3   |
| Olympique de Marseille   | 4 - 4E   | Sparta Prague     | 3 - 2 | 1 - 2   |
| Benfica Lisbonne         | 4 - 2    | Arsenal FC        | 1 - 1 | 3 - 1ap |
| Dynamo Kiev              | 2 - 1    | Brøndby IF        | 1 - 1 | 1 - 0   |
| Panathinaïkos            | 4 - 2    | IFK Göteborg      | 2 - 0 | 2 - 2   |
| PSV Eindhoven            | 0 - 2    | RSC Anderlecht    | 0 - 0 | 0 - 2   |
| Étoile rouge de Belgrade | 5 - 1    | Apollon Limassol  | 3 - 1 | 2 - 0   |
| Budapest Honvéd          | 3 - 4    | Sampdoria         | 2 - 1 | 1 - 3   |

## Phase de groupes

### Groupe A
| Rang | Équipe                   | Pts | J | G | N | P | Bp | Bc | Diff |  | Résultats (▼ dom., ► ext.) |     |     |     |     |
| ---- | ------------------------ | --- | - | - | - | - | -- | -- | ---- |  | -------------------------- | --- | --- | --- | --- |
| 1    | Sampdoria                | 8   | 6 | 3 | 2 | 1 | 10 | 5  | +5   |  | Sampdoria                  |     | 2-0 | 2-0 | 1-1 |
| 2    | Étoile rouge de Belgrade | 6   | 6 | 3 | 0 | 3 | 9  | 10 | -1   |  | Étoile rouge de Belgrade   | 1-3 |     | 3-2 | 1-0 |
| 3    | RSC Anderlecht           | 6   | 6 | 2 | 2 | 2 | 8  | 9  | -1   |  | RSC Anderlecht             | 3-2 | 3-2 |     | 0-0 |
| 4    | Panathinaïkos            | 4   | 6 | 0 | 4 | 2 | 1  | 4  | -3   |  | Panathinaïkos              | 0-0 | 0-2 | 0-0 |     |

### Groupe B
| Rang | Équipe           | Pts | J | G | N | P | Bp | Bc | Diff |  | Résultats (▼ dom., ► ext.) |     |     |     |     |
| ---- | ---------------- | --- | - | - | - | - | -- | -- | ---- |  | -------------------------- | --- | --- | --- | --- |
| 1    | FC Barcelone     | 9   | 6 | 4 | 1 | 1 | 10 | 4  | +6   |  | FC Barcelone               |     | 3-2 | 2-1 | 3-0 |
| 2    | Sparta Prague    | 6   | 6 | 2 | 2 | 2 | 7  | 7  | 0    |  | Sparta Prague              | 1-0 |     | 1-1 | 2-1 |
| 3    | Benfica Lisbonne | 5   | 6 | 1 | 3 | 2 | 8  | 5  | +3   |  | Benfica Lisbonne           | 0-0 | 1-1 |     | 5-0 |
| 4    | Dynamo Kiev      | 4   | 6 | 2 | 0 | 4 | 3  | 12 | -9   |  | Dynamo Kiev                | 0-2 | 1-0 | 1-0 |     |

## Finale
| Entraîneur :  |
| Johan Cruijff |

| Entraîneur :   |
| Vujadin Boškov |

| Entraîneur :  |
| Johan Cruijff |

| Entraîneur :   |
| Vujadin Boškov |